# 16706 Svojsík
(16706) Svojsík, denumire internațională (16706) Svojsik, este un asteroid din centura principală de asteroizi.

## Descriere
16706 Svojsík este un asteroid din centura principală de asteroizi. A fost descoperit pe 30 iulie 1995 la Observatorul din Ondřejov de Petr Pravec. Asteroidul prezintă o orbită caracterizată de o semiaxă mare de 2,86 ua, o excentricitate de 0,06 și o înclinație de 2,5° în raport cu ecliptica.